# Vierka Serdiutxka
Andrí Mikhàilovitx Danilko (ucraïnès: Андрій Михайлович Данилко; rus: Андрей Михайлович Данилко; nascut el 2 d'octubre de 1973 a Poltava, Ucraïna), més conegut pel seu personatge de drag Vierka Serdiutxka (ucraïnès: Вєрка Сердючка; rus: Верка Сердючка), és un còmic i cantant de pop i dansa ucraïnès. Danylko va representar a Ucraïna en el Festival d'Eurovisió 2007 com a Vierka Serdiutxka i va quedar en segon lloc. Serduchka ha venut més de 600.000 discos durant la seva carrera a Ucraïna.

## Biografia
Danilko és més conegut pel nom de Vierka Serdiutxka o simplement Serduchka. Per a interpretar les seves cançons, Danilko es personifica com a Serduchka, utilitzant la tècnica del transvestisme. Ha gravat diversos discos a Rússia sota el segell de la companyia CD Land. Els seus temes els interpreta generalment en rus i súrjyk, i de vegades en ucraïnès. Gaudeix de popularitat en particular a Ucraïna, Rússia, i a altres ex-Repúbliques Soviètiques. Ha gravat duets amb artistes russos, alguns dels quals han estat populars a la ràdio a Europa de l'Est. Entre altres, ha fet duets amb la cantant russa Al·la Pugatxova i el grup ucraïnès VIA Hrai.

## Eurovisió 2007
Vierka Serdiutxka va obtenir el 2n lloc representant a Ucraïna en el Festival de la Cançó d'Eurovisió 2007 amb la cançó "Dancing Lasha Tumbai" ("Ballant el Lasha Tumbai"), anteriorment coneguda com a "Danzing", en la qual va demostrar els seus dots lingüístics utilitzant l'anglès, l'alemany, l'ucraïnès i el mongol.

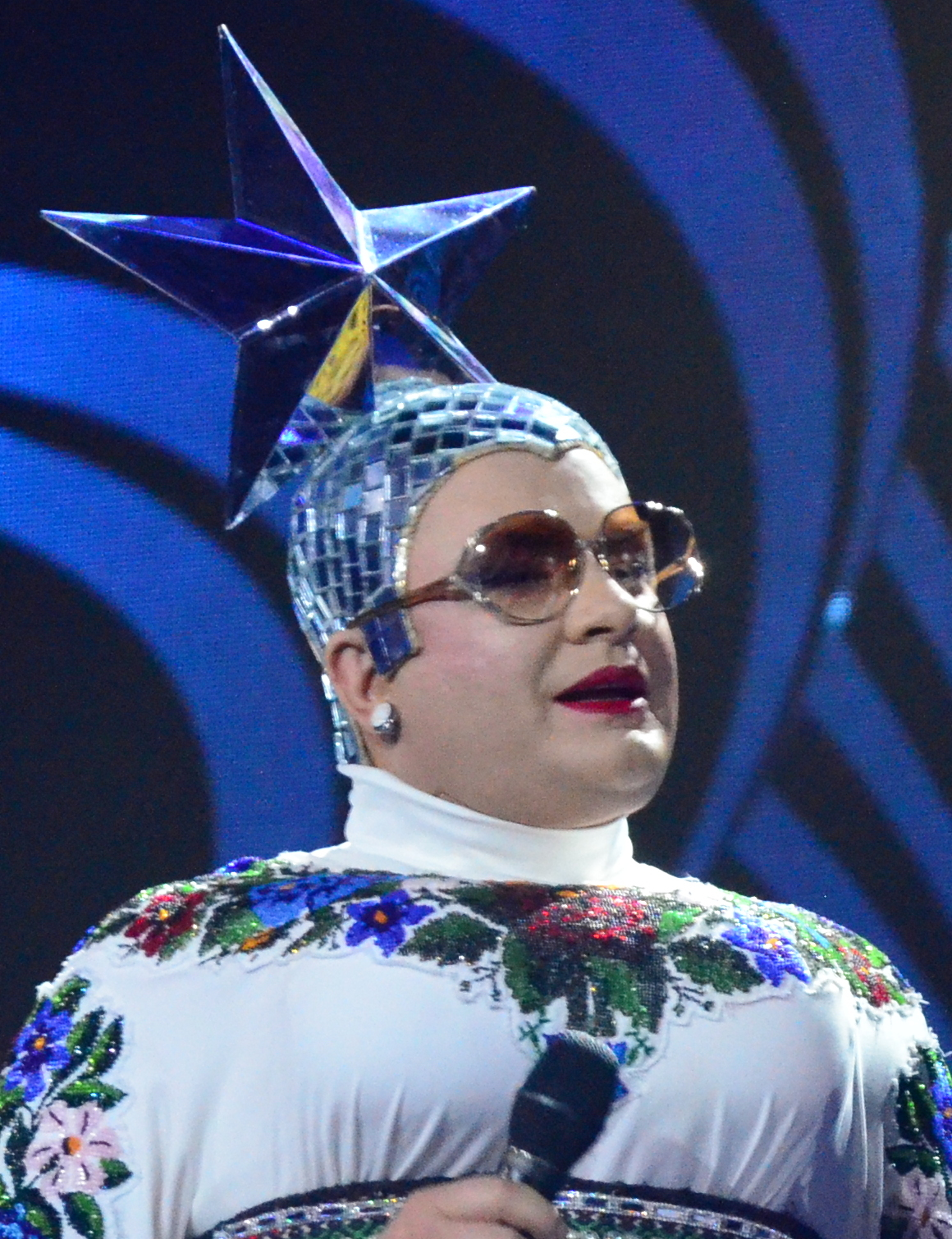
Andrí Danilko fent de Vierka Serdiutxka el 2017.

La participació de Vierka Serdiutxka en aquest concurs va crear molta controvèrsia. Alguns van protestar perquè un transvestit representés a Ucraïna, mentre que uns altres al·legaven que la seva cançó "Lasha Tumbai" en realitat significava "Adéu, Rússia", fent referència a la independència d'Ucraïna. Danilko va negar aquestes acusacions.

## Disco=grafia
- Я рождена для любви[1] - (Ia rozhdenà dlia liubví - Jo he nascut per a l'amor, 1998)
- Гоп-гоп (Hop-hop o Gop-gop, 2002)
- Чита дрита (Txita drita, 2003)
- Ха-ра-шо (Kha-ra-xo - Bé, 2003)
- Жениха хотела (Zhenikha khotiela - Volia un xicot, 2004)
- После тебя (Póslie tebià - Després de tu, 2005)
- Новые песни Верки Сердючки (Nóvye piesni Vierki Serdiutxki - Les noves cançons de Vierka Serdiutxka, 2006)
- Tralli-Valli (2006)